# Дорогу утятам! (скульптура)
Доро́гу утя́там! (англ. Make Way for Ducklings) — одна из достопримечательностей Москвы, установленная в 1991 году в парке Новодевичьи Пруды возле Новодевичьего монастыря. Оригинальная скульптурная композиция была установлена в бостонском общественном саду в 1987 году.

## История
Сказочная повесть «Дорогу утятам!» американского писателя Роберта Макклоски, опубликованная в 1941 году, имела такой успех, что власти Бостона решили установить в бостонском общественном саду памятник главной героине книги — маме-утке Миссис Маллард и её восьми утятам. Памятник был выполнен по эскизам поклонницы Макклоски — Ненси Шён.
Копия этой скульптуры в 1991 году была подарена Барбарой Буш Раисе Горбачёвой, которая, будучи вместе со своим супругом в Бостоне с деловым визитом и оказавшись в бостонском общественном саду, заинтересовалась композицией. Скульптурная композиция «Дорогу утятам!» была установлена в Москве на берегу пруда в сквере у Новодевичьего монастыря. 

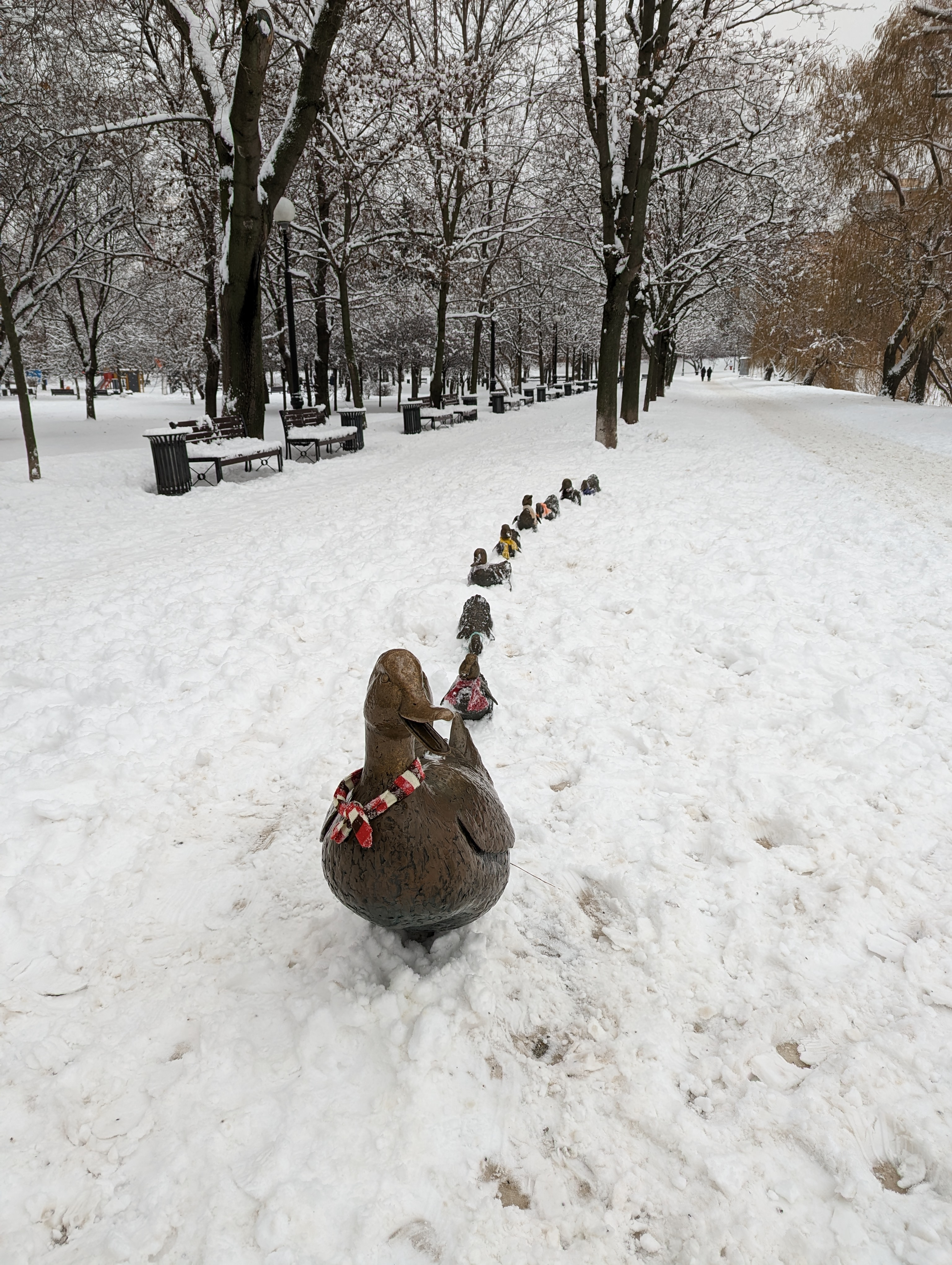
Памятник «Дорогу утятам!» зимой

На следующую ночь после открытия памятника одного из утят украли. В феврале 2000 года пропали ещё три фигуры. Автор скульптуры, узнав об этом, решила восстановить своё творение, и 18 сентября 2000 года состоялось торжественное открытие воссозданной композиции. На церемонию приехали Михаил Горбачёв с дочерью Ириной, чрезвычайный посол США в России Джеймс Коллинз, тогдашний министр культуры Михаил Швыдкой, председатель Комитета по культуре Правительства Москвы Игорь Борисович Бугаев и другие.
В настоящее время в целях защиты от вандализма скульптура закреплена арматурой[как?].

## Описание
Бронзовая скульптурная композиция «Дорогу утятам!» установлена на мощёной камнем дорожке и состоит из девяти фигур: мамы-утки Маллард и восьми утят: Джека, Кэка, Лэка, Мэка, Нэка, Квэка, Пэка и Квака. Памятник является своеобразным символом примирения между Россией и Соединёнными Штатами Америки.
Зимой скульптуру «утепляют» неизвестные с помощью вязаных шарфиков.